# Francisco López Sánchez
Francisco López Sánchez (Benamocarra, 24 de julio de 1729 - Huamanga, 2 de marzo de 1790) fue un prelado español, obispo de Huamanga de 1781 a 1790.

## Biografía
Fue ordenado sacerdote en 1754. Sucesivamente fue capellán de la armada, abad de la Colegiata de Nuestra Señora de la Encarnación de Motril y canónigo de la catedral de Málaga.
En 1781 fue nombrado obispo de Huamanga (actual Ayacucho), en el virreinato del Perú. En su viaje a su diócesis utilizó la ruta de Buenos Aires, donde fue consagrado el 21 de octubre de 1782. Tomó posesión de su sede el 7 de abril de 1783. Antes, había pasado por Pisco e Ica, para recoger los antiguos libros de Compañía de Jesús, expulsada de los dominios hispanos en 1767.
Al realizar la visita pastoral de su diócesis comprobó la decadencia sufrida por los curatos de Huancavelica, debido a la caída de la producción del azogue o mercurio, que durante dos siglos había florecido generando inmensas rentas.
Se destacó por la excesiva severidad con la que castigaba las faltas de los eclesiásticos. Tuvo además constantes disputas con la autoridad civil, representada por los corregidores e intendentes, por lo que fue acusado de usurpar funciones ajenas y de no respetar el patronato regio. Todo lo cual ocasionó mucha turbulencia durante su gobierno episcopal, especialmente durante la administración del virrey Teodoro de Croix.